# 挪威同性婚姻
挪威同性婚姻是指挪威國會於2008年6月11日通過“同性婚姻法”，並於2009年1月1日正式生效，成為全球第六個給予同性婚姻註冊的國家。在此之前，早於1993年8月1日，挪威已准許同性登記為“公民伴侶關係”，讓同性伴侶可享有異性伴侶除領養以外的一切之權利。

## 公民伴侶關係法的通過與發展
1993年4月30日，北歐峽灣小國、自2001年起連續六年被聯合國評為全球最適宜居住的國家──
挪威，通過了同性“公民伴侶關係”法案，成為繼丹麥後，全球第二個通過此法案的國家，並於同年8月正式實施。雖然名義上並非同性婚姻及不能在教堂行禮，但實際上已可享有與異性伴侶大致相同之權利，自2002年起，已登記公民伴侶關係的同性戀人更可領養孩子。
路透社於2002年進行的調查發現，自法案通過後，每年約有150對同性戀人登記成為公民伴侶關係，其中，2002年1月登記的挪威前財政大臣柏·卡斯坦·霍士最為觸目，只因成為了全球首位登記此關係的政府元首或部長級官員。
隨著新的同性婚姻法的實施，已登記了公民伴侶關係的同性伴侶可選擇保留原有關係，或升級至同性婚姻。而當新的婚姻法生效後，公民伴侶關係將不再接受新的登記申請。

## 同性婚姻法的通過

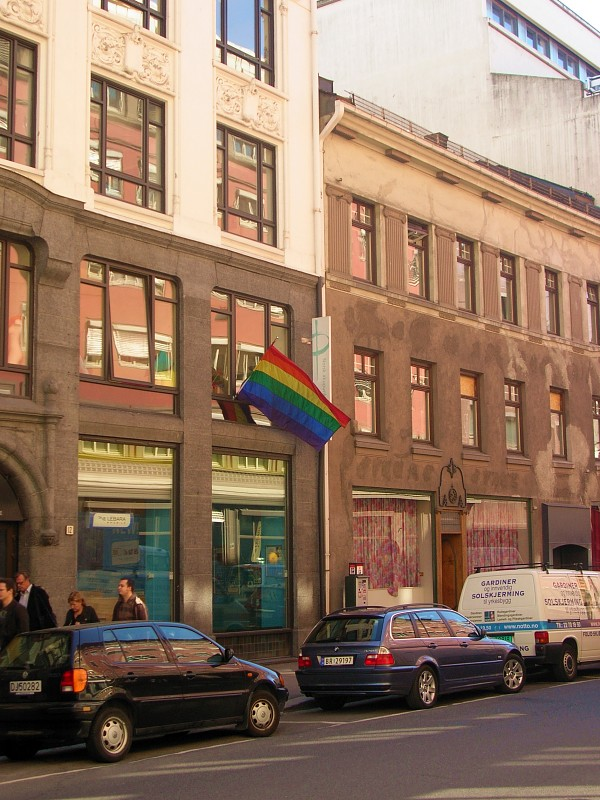
挪威首都奧斯陸街景一角，圖中旗幟為象徵及領導全球同性戀運動的彩虹旗

2008年6月11日，挪威國會是以84票贊成、41票反對，通過3月14日提交的“同性婚姻法”，法案賦予同志伴侶可在教堂行禮、領養孩子甚至人工受孕以組織家庭。法案表明若女同性戀伴侶結婚後，其中一方以人工受精方法誕下胎兒，沒有該胎兒基因的另一方亦可享有撫養權，與異性戀者的「父母」權利無異。
據美聯社5月29日報道，挪威兩大在野反對黨皆表態支持婚姻法，確保可在6月11日表決時順利通過。雖然婚姻法由政府提出，但執政的三黨聯合政府一些持反對意見的閣員質疑法案能否通過。最終法案仍獲國會大部份議員支持而通過。新法案糾正了原有公民伴侶關係法中，婚姻僅局限於異性戀的定義，從而使婚姻的性取向變得中立、公平。
由歐洲三大市場調查機構分別于2003年、2005年及2007年進行的研究均顯示，超過60%的挪威人支持性向中立、由政府建議的新婚姻法。

## 時序表
- 1972年，政府立法將同性性行為由非法修訂為合法。
- 1993年4月30日，在社會上討論多時的同性“公民伴侶關係法”獲國會表決通過。
- 1993年8月1日，公民伴侶關係法正式實施，同性伴侶若登記，即可享有與異性伴侶相近之權利待遇，包括社會上一切福利制度。
- 2002年1月25日，挪威誕生全球首位登記“公民伴侶關係”的同性戀政府部長。同年，政府允許同性伴侶收養孩子。
- 2004年11月18日，挪威左翼社會黨的國會議員提出動議，要求實行同性婚姻以取代原有的公民伴侶關係法，但被否決。
- 2007年5月16日，政府舉行聽証會，為首相延斯·斯托爾滕貝格第二屆任期政府建議的新婚姻法舖路。
- 2008年3月14日，政府正式提出與異性戀伴侶同等權利的新婚姻法[6]，包括同性伴侶可在任何教堂行禮（只要該神職人員願意為他 / 她們監誓）、可無條件領養小孩及協助他 / 她們人工受孕。
- 2008年6月11日，國會以84票贊成、41票反對，順利通過同性婚姻法，標誌着挪威同性戀運動邁進一大步，新修訂的婚姻法於2009年初正式生效。

## 民意調查
由5家民調公司蓋洛普、Sentio、Synovate MMI、Norstat和YouGov於2003年、2005年、2007年、2008年、2012年和2013年所做的調查發現挪威公眾對於中性的婚姻法的支持率分別為61%、63%、66%、58%、70%和78%。

## 外部連結
- (PDF) （挪威语）.[永久]
- .   [2008-06-14]. （原始内容存档于2015-02-21） （挪威语）.